# Однажды на Диком Западе
«Одна́жды на Ди́ком За́паде» (итал. C'era una volta il West; англ. Once Upon A Time In The West) — спагетти-вестерн режиссёра Серджо Леоне. Он написал сценарий вместе с другими известными итальянскими режиссёрами — Дарио Ардженто («Суспирия») и Бернардо Бертолуччи («Мечтатели»). После фильма «Хороший плохой, злой» Леоне собирался, уйдя от вестернов, осуществить экранизацию книги «Бандиты», которая в конечном итоге стала «Однажды в Америке». После того как Клинт Иствуд отклонил предложение сыграть главного героя (Гармонику), эту роль отдали Чарльзу Бронсону. Для «Однажды на Диком Западе» Леоне изменил свой подход к повествованию, отличающемуся от его ранних вестернов. По сравнению с фильмами «Долларовой трилогии», причудливыми, быстрыми по стилю и даже несколько пародирующими каноны фильмов про Дикий Запад, этот фильм оказался более тяжеловесным и мрачным.
Фильм в списке «250 лучших фильмов по версии IMDb» занял 49-е место, а в 2009 году вошёл в Национальный реестр фильмов Библиотеки Конгресса США как «культурно, исторически или эстетически значимый».

## Сюжет
Вторая половина XIX века. В фильме две сюжетные линии: борьба за землю, связанная со строительством железной дороги, проходящей через маленький городок Флэгстоун  на Диком Западе, и история мести хладнокровному убийце. 
Предыстория. Джилл, молодая женщина из Нового Орлеана, месяцем ранее вышедшая там замуж за фермера-вдовца Макбейна, но задержавшись в городе, приезжает на его ранчо Свитуотер и обнаруживает там мужа и его троих детей от предыдущего брака убитыми. Причина в том, что Макбейн отказался продать это ранчо, где находится единственный в округе источник воды, дельцу Мортону, задумавшему проложить по этой земле железную дорогу. Макбейн когда-то давно купил этот почти бесплодный участок, рассчитывая на будущий доход, и знал, что дорога так или иначе  пройдёт по его земле. Получив отказ, Мортон нанял Фрэнка — лучшего на Диком Западе стрелка — чтобы тот угрозами заставил Макбейна убраться с земли, однако Фрэнк вместо этого убил фермера и его детей, нарочно оставив на месте преступления улики, которые бы указали на местного бандита — Шайенна, который хоть и был головорезом, но придерживался определённого кодекса чести. Став вдовой МакБейна, Джилл становится и владелицей его земли.
Фильм начинается с загадочного человека, играющего на губной гармонике, которому Шайенн позже даст прозвище Гармоника. На станции Гармонику поджидают трое человек, посланных Фрэнком, чтобы убить его, но  Гармоника с лёгкостью их расстреливает. По дороге в Свитуотер он встречается с миссис Макбейн и Шайенном. Проникшись симпатией к Джилл, Гармоника объясняет ей, что по договору купли-продажи она потеряет Свитуотер, если станция не будет построена к тому времени, когда строительные команды  достигнут этой точки, поэтому Шайенн заставляет своих людей работать над её возведением.
Фрэнк разрывает договорённости с Мортоном, собиравшимся заключить сделку с миссис Макбейн, и удерживает его под охраной в его собственном поезде. Миссис Макбейн позволяет Фрэнку соблазнить её, по-видимому, чтобы спасти свою жизнь, но тот всё равно вынуждает её продать ранчо на аукционе, на котором люди Фрэнка запугивают других участников торгов с целью сбить цену. Гармоника нарушает план Фрэнка: поднимает ставку и удерживает цену, используя деньги, полученные за разыскиваемого Шайенна, держа того на мушке. Но когда бандита сажают в поезд, направляющийся в тюрьму Юма, два члена его банды покупают билеты на тот же поезд, намереваясь помочь ему сбежать.
Мортон перекупает людей Фрэнка, чтобы они выступили против него, а Гармоника помогает Фрэнку их убить. По возвращении Фрэнка в поезд Мортона он обнаруживает, что Мортон и его подручные были убиты бандой Шайенна. Фрэнк направляется в Свитуотер, где его уже поджидает Гармоника. Ранее Фрэнк дважды спрашивал его, кто он, но оба раза Гармоника называл имена людей, «которые были живы до того, как узнали  его». На этот раз Гармоника говорит, что он  скажет ему свое имя "только в момент его смерти".
Когда они готовятся к дуэли, Гармоника вспоминает своё детство. Тогда Фрэнк, угрожая оружием, заставил юного Гармонику поддерживать своего старшего брата, в то время как у того на шее была затянута петля, засунув в рот мальчику губную гармошку. Видя, что младший брат выбился из сил, старший сам отталкивает его ногами и погибает на виселице. Вернувшись в настоящее, Гармоника в ходе дуэли смертельно ранит Фрэнка и вставляет ему в рот губную гармошку. Тогда Фрэнк наконец-то догадывается, кем на самом деле являлся безымянный бродяга по прозвищу Гармоника.
В финале Гармоника и Шайенн прощаются с миссис Макбейн, которая успевает достроить станцию до того, как бригады укладчиков пути достигли Свитуотера. Мужчины уезжают, в пути Шайен умирает от смертельного ранения, полученного во время боя с бандой Фрэнка, и Гармоника увозит его мёртвое тело. В это время прибывает поезд с рабочими и миссис Макбейн подносит железнодорожникам воду.

## Трилогия
Над сценарием картины, помимо Леоне, работали ещё два знаменитых режиссёра — Дарио Ардженто и Бернардо Бертолуччи. Фильм является первой лентой негласной трилогии из грандиозных, трагических и сюжетно не связанных друг с другом фильмов, повествующих о значимых периодах американской истории: строительстве железной дороги, мексиканской революции и эпохе «сухого закона». За ним следуют фильмы «За пригоршню динамита» (другое название: «Однажды была революция») и «Однажды в Америке».

## В ролях
- Чарльз Бронсон — Гармоника
- Генри Фонда — Фрэнк, главарь банды, работающей на Мортона
- Джейсон Робардс — Мануэль Гутьеррес по кличке Шайенн, местный бандит
- Клаудия Кардинале — Джилл Макбейн
- Габриэле Ферцетти — Мортон, железнодорожный магнат
- Франк Вольф — Брет Макбейн
- Паоло Стоппа — Сэм, извозчик
- Марко Дзуанелли[вд] — Уобблс[3]
- Кинан Уинн — шериф Флэгстоуна
- Лайонел Стэндер — Макс, бармен
- Вуди Строуд — Стоуни, первый стрелок
- Джек Элам — Снейки, второй стрелок
- Эл Малок — Наклс, третий стрелок

## Технические данные
Оригинальный негатив фильма снят сферической оптикой в широкоэкранном кашетированном формате «Технископ» (англ. Techniscope) на стандартной 35-мм киноплёнке с оригинальным соотношением сторон кадра 2,33:1. Анаморфированные прокатные фильмокопии печатались оптическим способом с вертикальным анаморфированием кадра негатива и давали на экране соотношение сторон 2,35:1. Гидротипная печать прокатных копий велась по процессу «Техниколор» (англ. Technicolor). Длина фильма — 4869 метров.
Оригинальная фонограмма — оптическая одноканальная.